# Рехасет Мехари
Рехасет Мехари — эритрейская легкоатлетка, которая специализируется в марафоне. На олимпийских играх 2012 года заняла 59-е место с результатом 2:35.49.
Финишировала на 52-м месте на чемпионате мира по кроссу 2011 года.
В 2012 году заняла 5-е место на Римском марафоне с личным рекордом — 2:33.42.